# Natural Snow Buildings
Natural Snow Buildings és un duet musical de França format per Mehdi Ameziane i Solange Gularte. La seva música es pot classificar com a folk psicodèlic experimental amb elements de bordó i altres influències de música ambient. Format l’any 1998, el grup ha publicat nombrosos discos, molts d’ells en forma d’edicions molt limitades.
Ambdós membres de Natural Snow Buildings també publiquen música en solitari: Mehdi Ameziane com a TwinSisterMoon y Solange Gularte com a Isengrind.

## Història
Els inicis de Natural Snow Buildings es remunten a l’any 1997, a la universitat de París. Mehdi i Solange es van conèixer a la biblioteca del seu campus un dia en què s’hi estava projectant una pel·lícula. Tot i que Mehdi sabia tocar una mica la guitarra i Solange tenia formació musical clàssica, cap dels dos havia provat mai fer música fins aquell moment.
Va ser el maig del 1998 quan van formar el grup oficialment i van començar a enregistrar música. L’any 1999 i 2000 van autopublicar dues cassets, Witch-Season i Two Sides of a Horse, i l’any 2001 van enregistrar Ghost Folks, que es va publicar el 2003. Més tard, també van autopublicar un CD doble anomenat The Winter Ray en una edició limitada i, després de deixar París per instal·lar-se a Vitré, un municipi de la Bretanya, van enregistrar The Dance of the Moon and the Sun (publicat el 2006). Abans de publicar més música sota el nom de Natural Snow Buildings, ambdós membres van començar a treballar i publicar material en solitari.
La majoria dels seus discos s’han publicat en tirades molt limitades, sovint de forma casolana. No obstant això, des del 2012 han publicat força discos a través de segells independents de renom com Ba Da Bing Records, que ha publicat reedicions d’alguns dels seus primers discos, inclosos Night Coercion Into the Company of Witches i el disc compartit d’Isengrind/Twinsistermoon/Natural Snow Buildings titulat The Snowbringer Cult. La seva música s’ha comparat amb la de grups com Popol Vuh, Flying Saucer Attack i Tower Recordings. Els títols de moltes de les seves cançons inclouen referències al gènere de les pel·lícules de terror, com per exemple Santa Sangre (amb la cançó “Santa Sangre Part I & II” de Daughter of Darkness), El projecte de la bruixa de Blair (la cançó “Mary Brown” de Dance of the Moon and the Sun fa referència a un personatge d’aquesta pel·lícula) i el director John Carpenter (amb una cançó de Dance of the Moon and the Sun).

## Discografia - Natural Snow Buildings

### Elapés
- 2003 - Ghost Folks
- 2004 - The Winter Ray
- 2006 - The Dance of the Moon and the Sun
- 2008 - Between The Real And The Shadow
- 2008 - Norns
- 2008 - Sung To The North
- 2008 - The Snowbringer Cult (CD2)
- 2008 - Laurie Bird
- 2008 - Slayer of the King Hell
- 2008 - The Wheel of Sharp Daggers
- 2008 - Night Coercion Into the Company of Witches
- 2008 - Sunlit Stone (released with a special edition of re-issued The Dance of the Moon and the Sun)
- 2009 - Daughter of Darkness
- 2009 - Daughter of Darkness V
- 2009 - Shadow Kingdom
- 2010 - The Centauri Agent
- 2011 - Waves of the Random Sea
- 2011 - Chants of Niflheim
- 2012 - Beyond the Veil
- 2013 - The Snowbringer Cult
- 2014 - The Night Country
- 2014 - Live At Cragg Vale
- 2015 - Terror's Horns
- 2016 - The Ladder
- 2016 - Aldebaran

### Epés
- 2008 - The Moonraiser
- 2008 - The Sundowner

### Compilacions
- 2008 - I Dream of Drone (caixa recopilatòria 5CDr, només una còpia produïda i regalada a un amic del grup, Jed B)
- 2008 - Tracks on the Bloody Snow (CDr, dues versions conegudes: una amb la caràtula de color marró, i una altra vermella. Compilació de gravacions inicials de 1998/1999)

## Discografia - en solitari

### TwinSisterMoon

#### Elapés
- 2007 - When Stars Glide Through Solid
- 2007 - Levels and Crossings
- 2008 - The Snowbringer Cult (Tracks 9–16 on CD1)
- 2009 - The Hollow Mountain
- 2010 - Then Fell The Ashes
- 2012 - Bogyrealm Vessels

#### Epés
- 2008 - Rivers of Blood Ending in the Sun
- 2009 - Bride of the Spirits

### Isengrind

#### Elapés
- 2007 - Golestân
- 2008 - The Snowbringer Cult (Tracks 1–8 on CD1)
- 2009 - Journey of the Seven Stars
- 2010 - Modlitewnik
- 2012 - Night of Raining Fire
- 2014 - Underflesh